# Ukrajinský pohár nezávislosti 2020
Ukrajinský pohár nezávislosti 2020 byl turnaj v malém fotbale, který měl připomenout výročí ukrajinské nezávislosti a také oslavit otevření nového stadionu na malý fotbal, který nese název Sky Arena. Turnaj se odehrál v ukrajinském městě Kyjev v období od 22. do 23. srpna 2020. Účastnili se ho 4 týmy, které hráli v 1 skupině systémem každý s každým. Moldavsko na turnaj vyslalo výběr do 22 let, aby připravilo hráče na nadcházející mistrovství světa do 23 let, které hostila v roce 2021 Ukrajina. Švýcarsko kvůli pandemii covidu-19 nemohlo na turnaj vyslat plnou sestavu, proto organizátoři rozhodli, že za švýcarský tým budou hrát někteří hráči Ukrajiny. Turnaj vyhrál B-tým Ukrajiny.

## Stadion
Turnaj se odehrál na jednom stadionu v jednom hostitelském městě: Sky Arena (Kyjev).

## Zápasy
| Tým        | Z | V | R | P | VG | IG | +/− | B |
| ---------- | - | - | - | - | -- | -- | --- | - |
| Ukrajina B | 3 | 3 | 0 | 0 | 19 | 2  | +17 | 9 |
| Ukrajina A | 3 | 2 | 0 | 1 | 15 | 3  | +12 | 6 |
| Moldavsko  | 3 | 1 | 0 | 2 | 6  | 11 | −5  | 3 |
| Švýcarsko  | 3 | 0 | 0 | 3 | 3  | 27 | −24 | 0 |

| 22. srpna 2020 18:00                                                                         |       |           |                  |
| Ukrajina B                                                                                   | 5 : 0 | Moldavsko | Sky Arena, Kyjev |
| Yuri Balashev 3' Vitaly Kharchenko 5' Viktor Panteleichuk 17' Igor Kiyan 20' Viktor Tsoi 40' |       |           | Sky Arena, Kyjev |

| 22. srpna 2020 19:00 |       |                      |                  |
| Ukrajina A | 9 : 1 | Švýcarsko            | Sky Arena, Kyjev |
| Andrei Khomin 3' Ivan Krivosheenko 8', 23' Artem Stargorodsky 14' Vitaly Denyuzhkin 25' Oleksandr Romanchuk 27', 35' Robert Gegedosh 37' Yevhenii Zaiets 39' |       | Sergej Jurchenko 31' | Sky Arena, Kyjev |

| 23. srpna 2020 14:00                                                                                |       |           |                  |
| Ukrajina A                                                                                          | 5 : 0 | Moldavsko | Sky Arena, Kyjev |
| Alexander Semyonov 20' Yevhenii Zaiets 23', 28' (pen.) Ivan Krivosheenko 24' Alexander Akimenko 30' |       |           | Sky Arena, Kyjev |

| 23. srpna 2020 15:15 |        |                      |                  |
| Ukrajina B | 12 : 1 | Švýcarsko            | Sky Arena, Kyjev |
| Dmitrij Zhdanov 2' Oleg Polishchuk 4', 10', 26' Igor Kiyan 17', 18', 23', 27', 31' Vladimir Rybtsov 24' Yuri Balashev 25' Sergey Kozyuberd 33' |        | Sergej Jurchenko 38' | Sky Arena, Kyjev |

| 23. srpna 2020 19:30 |       | |                  |
| Švýcarsko            | 1 : 6 | Moldavsko                                                                                          | Sky Arena, Kyjev |
| Waldemar Gutz 30'    |       | Cristian Crasnov 2' Cristian Boboc 13', 33' Cezar Petic 20' Nicolae Roizman 21' Cristian Bradu 29' | Sky Arena, Kyjev |

| 23. srpna 2020 20:30                       |       |                        |                  |
| Ukrajina B                                 | 2 : 1 | Ukrajina A             | Sky Arena, Kyjev |
| Alexander Akimenko 19' Oleg Polishchuk 22' |       | Artem Stargorodsky 27' | Sky Arena, Kyjev |